# Stasimopus castaneus
Stasimopus castaneus là một loài nhện trong họ Ctenizidae. S. castaneus được miêu tả năm 1903 bởi William Frederick Purcell.